# 1 Armia (ZSRR)
1 Armia odznaczona Orderem Czerwonego Sztandaru (ros. 1-я Краснознамённая армия) – związek operacyjny Armii Czerwonej, następnie Armii Radzieckiej.

## Formowanie, zmiany organizacyjne i walki
Sformowana w lipcu 1938 w składzie Frontu Dalekowschodniego rozkazem Ludowego Komisariatu Obrony nr 0107 z 28 czerwca 1938 na bazie Nadmorskiej Grupy Wojsk jako 1 Nadmorska Armia. Rozkazem Ludowego Komisariatu Obrony nr 0040 z 4 września 1938, po rozformowaniu Frontu,  przeformowana w 1 Samodzielną Armię, a rozkazem Ludowego Komisariatu Obrony nr 188 z 5 lipca 1940 w związku z ponownym utworzeniem Frontu Dalekowschodniego włączona w jego skład jako 1 Armia Czerwonego Sztandaru.  
W marcu 1945 została włączona do Nadmorskiej Grupy Wojsk (od 5 sierpnia 1 Front Dalekowschodni) i do 9 sierpnia 1945 osłaniała odcinek długiej dalekowschodniej granicy Związku Radzieckiego. 
W sierpniu 1945 roku ZSRR wypowiedział wojnę Japonii i wojska radzieckiego 1 Frontu Dalekowschodniego weszły w głąb okupowanej przez Japonię Mandżurii. Stanowiło to  część radzieckiej inwazji na Mandżurię, dowodzonej przez marszałka Związku Radzieckiego Aleksandra Wasilewskiego. Rejon, przez który miała nacierać 1 Armia, był górzysty, pocięty lasami (tajga). Siły armii na początku ofensywy składały się z 26. i 59. Korpusu Strzeleckiego, sześciu dywizji strzeleckich, trzech brygad pancernych (75., 77. i 257.), trzech pułków dział samobieżnych, sześciu batalionów dział samobieżnych, jednego pułku czołgów ciężkich/dział samobieżnych, pięciu brygad artyleryjskich, Armia posiadała 410 czołgów lub dział samobieżnych oraz 1413 dział lub moździerzy. Natarcie 1 Armii było skierowane na północną część Mandżukuo. 
1 Armia została rozwiązana w 1959 roku, gdy stacjonowała w Ussuryjsku jako część Nadmorskiego Okręgu Wojskowego. 
Armię odznaczono Orderem Czerwonego Sztandaru. 

## Obsada personalna dowództwa armii

### Dowódcy armii
- komdyw Kuźma Podłas (czerwiec 1938 – grudzień 1938)
- gen.-por. Markian Popow (lipiec 1939 - 14 stycznia 1941, rozkaz LKO nr 0145)
- komdiw/komkor/gen.-por. (od 1940) Andriej Jeriomienko (14 stycznia 1941, rozkaz LKO nr 0145 – 19 czerwca 1941)
- gen.-por. (od 1940) Wasilij Wasiljew (19 czerwca 1941 – październik 1942)
- gen.-mjr/od końca października 1943 gen. por. Michaił Sawwuszkin (październik 1942 – czerwiec 1945)
- gen.-płk Afanasij Biełoborodow (czerwiec - wrzesień 1945)[5][6].

### Członkowie Rady Wojskowej Armii
- komisarz korpuśny (od 1939) Konstantin Zimin (27 marca 1939, rozkaz LKO 0080 - 17 lutego 1941);
- komisarz dywizyjny (od 1939) Andriej Romanienko (17 lutego 1941 - ?).

### Szefowie Sztabu Armii
- gen. mjr (od 1940) Gieorgij Szełachow (31 lipca 1939, rozkaz LKO 03389 - ?).

## Struktura organizacyjna

### 22 czerwca 1941
- 26 Korpus Strzelecki – gen. mjr M.G. Dubkow
  - 21 Dywizja Strzelecka
  - 22 Dywizja Strzelecka
  - 26 Dywizja Strzelecka

- 59 Korpus Strzelecki – gen. mjr A.M. Morozow
  - 39 Dywizja Strzelecka
  - 59 Dywizja Strzelecka

- 30 Korpus Zmechanizowany
- 8 Dywizja Kawalerii

- 1 Brygada Strzelecka
- 4 Brygada Strzelecka
- 5 Brygada Strzelecka

- 102 Rejon Umocniony

- 50 korpuśny pułk artylerii
- 253 korpuśny pułk artylerii

- 165 pułk artylerii haubic
- 199 pułk artylerii haubic ciężkich
- 549 pułk artylerii haubic ciężkich

- 115 dywizjon artylerii przeciwlotniczej
- 129 dywizjon artylerii przeciwlotniczej

- 29 batalion saperów

- 3 batalion pociągów pancernych

### 9 sierpnia 1945
- 26 Korpus Strzelecki – gen. mjr A.W. Skworcow
  - 22 Dywizja Strzelecka
  - 59 Dywizja Strzelecka
  - 300 Dywizja Strzelecka

- 59 Korpus Strzelecki – gen. por. T.K. Kołomijetz
  - 32 Dywizja Strzelecka
  - 231 Dywizja Strzelecka
  - 365 Dywizja Strzelecka

- 6 Rejon Umocniony
- 112 Rejon Umocniony

- 75 Brygada Pancerna
- 77 Brygada Pancerna
- 257 Brygada Pancerna
- 48 pułk czołgów

- 60 Zmotoryzowana Brygada Artylerii Przeciwpancernej

- 335 Gwardyjski pułk artylerii samobieżnej
- 338 Gwardyjski pułk artylerii samobieżnej
- 339 Gwardyjski pułk artylerii samobieżnej

- 213 Brygada Artylerii Korpuśnej
- 216 Brygada Artylerii Korpuśnej
- 217 Brygada Artylerii Korpuśnej

- 52 Brygada Moździerzy

- 33 Gwardyjski pułk artylerii rakietowej
- 54 Gwardyjski pułk artylerii rakietowej

- 33 dywizja artylerii przeciwlotniczej
- 115 dywizjon artylerii przeciwlotniczej
- 455 dywizjon artylerii przeciwlotniczej
- 721 dywizjon artylerii przeciwlotniczej

- 12 Brygada Inżynieryjna
- 27 Brygada Inżynieryjna

- 19 pułk łączności